# Shapur Bakhtiar
Shapur Bakhtiar (persiska: شاپور بختیار), född 26 juni 1914 i sydvästra Persien, död 6 augusti 1991 i Paris (mördad), var en iransk statsvetare, liberal-demokratisk politiker och premiärminister i januari-februari 1979. 

## Utbildning
Shapur Bakhtiar studerade statsvetenskap vid universiteten i Beirut och Paris. Han tog sin doktorsexamen i ämnet vid Université Paris-Sorbonne 1945. 

## Volontär i franska armén
Bakhtiar var en stark motståndare mot totalitarism och deltog i det Spanska inbördeskriget mot generalen Francisco Franco. Senare deltog han som volontär i den franska armén och slogs i Orléans 30:e artilleriregemente och i franska motståndsrörelsen mot Tysklands ockupation när han var bosatt i Saint-Nicolas-du-Pélem.

## Roll i revolutionen 1978-1979
Bakhtiar var ledarfigur i Nationella Fronten (Jebhe Melli) och tillhörde därmed samma oppositionsparti som förre premiärministern Mohammad Mosaddegh. Han tillhörde den liberala och demokratiska oppositionen som ville rädda landet undan kommunism och politisk islam. Hans utnämning godkändes dock av parlamentet. Strax efter hans tillträde lämnade shahen landet med sin gemål och shahens befogenheter övertogs av ett regentråd. Bakhtiars regering liksom tvåkammarparlamentet och regentrådet avfärdades som olagliga av islamistledaren ayatollah Khomeini. 
Bakhtiar framlade förslag till kompromisser men fick inget gehör hos någon falang inom oppositionen. Han varnade för diktatur om Khomeini fick makten men hans varningar klingade ohörda och de islamiska och vänsterradikala demonstrationerna fortsatte att vara mycket intensiva. Regentrådets ordförande Tehrani avgick efter påtryckningar och hot från Khomeini. Khomeini uppmanade alla parlamentsledamöter att lämna sina mandat och uppmanade till upplösningar av alla statsinstitutioner. När Khomeini först ville återvända med flyg stängdes flygplatsen i Teheran av myndigheterna för att hindra detta. Den 1 februari 1979 återkom Khomeini till Iran och förklarade att han utsett den konservative oppositionspolitikern Mehdi Bazargan till premiärminister i den kommande regeringen sedan monarkin störtats. Ännu var dock ministären Bakhtiar landets regering. 
Regeringens hopp stod nu till den ännu lojala krigsmakten men när denna förklarade sig neutral mellan shahen och regeringen å ena sidan och islamisterna å den andra var regeringens dagar räknade. När de islamistiska grupperna efter en inbördeskrigsliknande period helt kontrollerade landet den 11 februari 1979 tvingades Bakhtiar att avgå och fly i sista stund. Han flydde ur landet och tog sig till Paris, där han levde i exil och ledde en motståndsrörelse mot den iranska regeringen tills han mördades av islamister 1991.

## Mordet
Den 6 augusti 1991 mördades Bakhtiar och hans sekreterare Soroush Katibeh i Bakhtiars hem i den parisiska förorten Suresnes. Utredningen visar att han höggs med kniv efter fynd av en brödkniv med blodstänk på. Bakhtiars döda kropp hittades inte förrän minst 36 timmar efter hans död, trots att han hade tungt polisskydd och att hans mördare hade lämnat identitetshandlingar (förmodligen falska) hos en vakt vid hans hus. Två av mördarna flydde till Iran, men den tredje, Ali Vakili Rad, greps i Schweiz tillsammans med en påstådd medbrottsling, Zeyal Sarhadi, som var släkt med Irans tidigare president Hashemi Rafsanjani och båda utlämnades till Frankrike för rättegång. Vakili Rad dömdes till livstids fängelse i december 1994, men Sarhadi frikändes. Vakili Rad frigavs villkorligt från fängelset i Frankrike den 19 maj 2010, efter att ha avtjänat 18 år av sitt straff. Han togs emot som en hjälte av företrädare för den Islamiska Republiken. Bara två dagar tidigare hade Iran frigivit Clotilde Reiss, en fransk student som anklagats för spioneri av den islamiska regeringen. Både iranska och franska myndigheter förnekar dock att de båda frigivandena har något samband trots att de flesta bedömare anser att så var fallet.